# Homaliodendron gracile
Homaliodendron gracile là một loài rêu trong họ Neckeraceae. Loài này được Broth. & Paris mô tả khoa học đầu tiên năm 1909.